# Glooston
Glooston – wieś w Anglii, w hrabstwie Leicestershire, w dystrykcie Harborough. Leży 19 km na południowy wschód od miasta Leicester i 128 km na północny zachód od Londynu.